# 2. tisućljeće
◄ | 1. tisućljeće | 2. tisućljeće | 3. tisućljeće | ►
11. stoljeće | 12. stoljeće | 13. stoljeće | 14. stoljeće | 15. stoljeće | 16. stoljeće | 17. stoljeće | 18. stoljeće | 19. stoljeće | 20. stoljeće
2. tisućljeće je je razdoblje od 1001. do  2000. godine.
Ovo je bilo tisućljeće je velikih zemljopisnih otkrića, vjerskih sukoba i revolucija.

## Glavni događaji i razvoji
- Oko 1000. – Vikinzi se iskrcavaju u Sjevernoj Americi
- 1054. – Crkveni raskol razdvaja Katoličku i Pravoslavnu Crkvu
- 1066. – Bitka kod Hastingsa; Normani osvajaju Englesku
- 1095. – Započinje Prvi križarski rat, kršćanske vojske 1099. osvajaju Jeruzalem
- 1102. – Potpisana Pacta Conventa, Hrvatska ulazi u personalnu uniju s Ugarskom.
- 1147. – 1149. – Drugi križarski rat
- 1150. – Započinje izgradnja Angkor Wata.
- 1175. – Propast kulture Tolteka
- 1187. –  Saladin osvaja Jeruzalem i time započinje Treći križarski rat.
- 1189. – 1192. – Treći križarski rat
- 1202. – 1204. – Četvrti križarski rat završava pljačkom Konstantinopola.
- 1206. – Džingis-kan postaje mongolskim carem
- 1212. – Dječji križarski rat
- 1213. – 1221. – Peti križarski rat
- 1215. – Potpisana Magna charta libertatum
- 1228. – 1229. – Šesti križarski rat, križari ponovo osvajaju Jeruzalem.
- 1242. – Ugarsko-hrvatski kralj Bela IV. Zagrebu (Gradec) dodjeljuje Zlatnu bulu kojom taj grad postaje slobodnim kraljevskim gradom.
- 1248. – 1254. – Sedmi križarski rat
- prije 1250. – Napušten Chichén Itzá, Majansko trgovačko središte.
- 1250. – Mameluci osvajaju Egipat.
- 1250. – Sagrađeni prvi Moai na Uskršnjem otoku.
- 1270. – Osmi križarski rat
- 1271. – 1272. – Deveti križarski rat, posljednji pokušaj kršćanskog zauzimanja Svetog Grada.
- 1325. – Osnovan Tenochtitlán, glavni grad Asteka.
- 1337. – Započinje Stogodišnji rat.
- 1348. – Velika epidemija kuge u Europi.
- oko 1350. – Propast vikinške naseobine na Grenlandu.
- 1406. – Započinje izgradnja Zabranjenog grada.
- 1453. – Pad Carigrada
- 1453. – Kraj Stogodišnjeg rata
- 1455. – 1485. – Ratovi dviju ruža u Engleskoj
- 1492. – Kristofor Kolumbo otkriva Ameriku
- 1493. – Krbavska bitka
- 1509. – Prvi afrički robovi stižu u Ameriku.
- 1517. – Osmansko Carstvo osvaja Egipat
- 1517. – Martin Luther objavljuje svoje teze.
- 1521. – Hernán Cortés ruši Astečku državu.
- 1532. – Francisco Pizarro zarobljuje Atahualpu, kralja Inka.
- 1568. – Započela Nizozemska revolucija, odnosno Osamdesetogodišnji rat.
- 1593. – Bitka kod Siska
- 1606. – Willem Janszoon stupa na australsko kopno.
- 1618. – 1648. – Tridesetogodišnji rat
- 1624. – Manhattan otkupljen od Indijanaca
- 1642. – Abel Tasman otkriva Novi Zeland
- 1671. – U Bečkom Novom Mjestu smaknuti Petar Zrinski i Fran Krsto Frankopan
- 1740. – 1748. – Austrijski nasljedni rat
- 1751. – Kina osvaja Tibet
- 1756. – 1763. – Sedmogodišnji rat
- 1775. – 1783. – Američki rat za neovisnost
- 1776. – Objavljena Američka deklaracija o nezavisnosti
- 1789. – Padom Bastille počinje Francuska revolucija.
- 1804. – Napoleon se proglašava carem
- 1815. – Bitka kod Waterlooa; Napoleon prognan na Svetu Helenu
- 1830. – Srpanjska revolucija dovodi do abdikacije francuskog kralja Karla X.
- 1848. – Nacionalne revolucije šire se Europom; Revolucija u Mađarskoj 1848. skršena uz pomoć bana Josipa Jelačića.
- 1853. – 1856. – Krimski rat
- 1861. – 1865. – Američki građanski rat; pobjeda Unije i ukidanje ropstva
- 1869. – Otvoren Sueski kanal
- 1870. – 1871. – Francusko-pruski rat rezultira ujedinjenjem Njemačke i abdikacijom Napoleona III.
- 1871. – Nastaje Pariška komuna
- 1880. – 1881. – Prvi burski rat
- 1886. – Masakr na Haymarketu; policija puca na radnike, začetak obilježavanja 1. svibnja
- 1899. – 1902. – Drugi burski rat
- 1912. – 1913. – Balkanski ratovi
- 1914. – 1918. – Prvi svjetski rat
- 1917. – Februarska i Oktobarska revolucija u Rusiji
- 1922. – Benito Mussolini postaje talijanski premijer.
- 1924. – Staljin dolazi na vlast u SSSR-u.
- 1933. – Adolf Hitler postaje njemački kancelar.
- 1936. – 1939. – Španjolski građanski rat završava porazom Republike.
- 1939. – 1945. – Drugi svjetski rat
- 1941. – Uspostava NDH
- 1943. – 2. zasjedanje AVNOJ-a u Jajcu
- 1945. – Osnovani Ujedinjeni narodi
- 1946. – 1991. – Hladni rat
- 1949. – Proglašena NR Kina
- 1950. – 1953. – Korejski rat
- 1945. – 1975. – Vijetnamski ratovi za oslobođenje
- 1953. – Umire Staljin, nasljeđuje ga Nikita Hruščov.
- 1956. – Mađarska revolucija 1956.
- 1957. – Osnovana Europska ekonomska zajednica
- 1961. – Osnovan Pokret nesvrstanih
- 1962. – Kubanska kriza
- 1963. – Ubijen američki predsjednik John F. Kennedy.
- 1968. – Praško proljeće i studentski prosvjedi diljem svijeta
- 1971. – Hrvatsko proljeće
- 1985. – Na mjesto vođe SSSR-a dolazi Mihail Gorbačov.
- 1989. – Pad Berlinskog zida.
- 1990. – 1991. – Zaljevski rat
- 1991. – Pad komunizma u Europi, raspad SSSR-a
- 1991. – Osamostaljenje Hrvatske, Slovenije i Makedonije
- 1991. – 1995. – Domovinski rat
- 1992. – Bosna i Hercegovina proglašava neovisnost; SFRJ prestaje postojati.
- 1992. – 1995. – Rat u Bosni i Hercegovini
- 1994. – 1996. – Prvi čečenski rat
- 1996. – 1999. – Rat na Kosovu

## Važnije osobe
- Leif Ericsson (970. – 1020.) – vikinški istraživač i osvajač
- Lav IX. (1002. – 1054.) – papa u vrijeme crkvenog raskola
- Vilim I. Osvajač (1027. – 1087.) – prvi normanski kralj Engleske
- Urban II. (1042. – 1099.) – rimski papa, pokretač križarskih ratova
- Godefroy de Bouillon (1060. – 1099.), francuski plemić i vođa križara
- Saladin (1137. – 1193.) – arapski vojskovođa
- Rikard I. Lavljeg Srca (1157. – 1199.) – engleski kralj i vojskovođa
- Koloman (1074. – 1116.) – ugarski kralj
- Džingis-kan (oko 1162.? – 1227.) – osnivač Mongolskog Carstva
- Subutaj (1175. – 1248.) – mongolski vojskovođa
- Marko Polo (1254. – 1324.) – veliki istraživač, pustolov i trgovac
- Timur (1336. – 1405.) – mongolski vojskovođa, osnivač Timuridskog Carstva
- Jan Hus (oko 1369. – 1415.) – češki svećenik, filozof i reformator
- Johannes Gutenberg (1397. – 1468.) – izumitelj tiskarskog stroja
- Kristofor Kolumbo (1451. – 1506.) – istraživač i moreplovac
- Leonardo da Vinci (1452. – 1516.) – talijanski slikar, kipar, arhitekt, znanstvenik, matematičar i inženjer
- Montezuma II. (1466. – 1520.) – astečki car
- Nikola Kopernik (1473. – 1543.) – poljski astronom, utemeljitelj ideje heliocentričnog sustava
- Ferdinand Magellan (oko 1480. – 1521.) – portugalski moreplovac i istraživač
- Martin Luther (1483. – 1546.) – njemački vjerski reformator, začetnik protestantizma
- Henrik VIII. (1491. – 1547.) – engleski kralj
- Ivan IV. Grozni (1530. – 1584.) – ruski car
- Elizabeta I. (1533. – 1603.) – engleska kraljica
- Marija Stuart (1542. – 1587.) – škotska kraljica, pretendentica na englesko prijestolje
- Galileo Galilei (1564. – 1642.) – talijanski fizičar, matematičar i astronom
- William Shakespeare (oko 1564. – 1616.) – engleski književnik i glumac
- Isaac Newton (1642. – 1727.) – engleski fizičar, matematičar, filozof i prirodoslovac
- Petar I. (1672. – 1725.) – ruski car i osvajač
- Benjamin Franklin (1706. – 1790.) – američki političar i znanstvenik
- George Washington (1732. – 1799.) – prvi predsjednik SAD-a
- Wolfgang Amadeus Mozart (1756. – 1791.) – austrijski skladatelj
- Napoleon Bonaparte (1769. – 1821.) – francuski vojskovođa i car
- Simón Bolívar (1783. – 1830.) – južnoamerički revolucionar, vojskovođa i državnik
- Shaka (oko 1787. – 1828.) – poglavica plemena Zulu
- Josip Jelačić (1801. – 1859.) – hrvatski ban
- Napoleon III. – (1808. – 1873.) – francuski predsjednik, kasnije car
- Abraham Lincoln (1809. – 1865.) – američki predsjednik, ukida ropstvo
- Charles Darwin (1809. – 1882.) – engleski prirodoslovac, utemeljitelj suvremene teorije evolucije
- Otto von Bismarck (1815. – 1898.) – pruski državnik, prvi njemački kancelar
- Karl Marx (1818. – 1883.) – njemački filozof, utemeljitelj komunizma
- Nikola Tesla (1856. – 1943.) – znanstvenik i inovator
- Marie Curie (1867. – 1934.) – poljska kemičarka
- Nikola II., ruski car (1868. – 1918.) – posljednji ruski car
- Vladimir Lenjin (1870. – 1924.) – ruski revolucionar, državnik i filozof
- Winston Churchill (1874. – 1965.) – britanski premijer i pisac
- Josif Staljin (1878. – 1953.) – sovjetski diktator, generalni sekretar Komunističke partije Sovjetskog Saveza
- Albert Einstein (1879. – 1955.) – fizičar, utemeljitelj teorije relativnosti
- Franklin Delano Roosevelt (1882. – 1945.) – američki predsjednik, začetnik New Deala
- Benito Mussolini (1883. – 1945.) – talijanski diktator, fašistički vođa
- Adolf Hitler (1889. – 1945.) – njemački diktator, nacistički vođa
- Ho Ši Min (1890. – 1969.) – vijetnamski revolucionar i državnik
- Charles de Gaulle (1890. – 1970.) – francuski general i državnik
- Josip Broz Tito (1892. – 1980.) – komunistički i partizanski vođa, predsjednik SFRJ
- Mao Ce-tung (1893. – 1976.) – kineski revolucionar i diktator
- Hirohito (1901. – 1989.) – japanski car
- John F. Kennedy (1917. – 1963.) – američki predsjednik
- Nelson Mandela (1918. – 2013.) – borac protiv apartheida, prvi crni predsjednik Južnoafričke Republike
- Ivan Pavao II. (1920. – 2005.) – prvi netalijanski papa nakon nekoliko stoljeća
- Margaret Thatcher (1925. – 2013.) – britanska premijerka, "čelična lady"
- Fidel Castro (1926. – 2016.) – kubanski revolucionar i državnik
- Che Guevara (1928. – 1967.) – argentinski revolucionar
- Martin Luther King, Jr. (1929. – 1968.) – američki borac za prava afroamerikanaca
- Neil Armstrong (1930. – 2012.) – prvi čovjek na Mjesecu
- Mihail Gorbačov (1931. – danas) – posljednji vođa SSSR-a
- Jurij Gagarin (1934. – 1968.) – prvi čovjek u svemiru
- Stephen Hawking (1942. – 2018.) – britanski teoretski fizičar

## Izumi i otkrića
- 1440. – Tiskarski stroj
- 1492. – otkrivena Amerika
- 1519. – 1522. – prvo oplovljavanje Zemlje
- 1543. – objavljena teorija heliocentrizma
- 1687. – Newtonova teorija gravitacije
- 1712. – Thomas Newcomen izumio parni stroj
- 1775. – porinuta Turtle, preteča podmornice
- 1783. – Braća Montgolfier izumljuju prvi balon na vrući zrak
- 1796. – Edward Jenner prvi put koristi cjepivo protiv velikih boginja
- 1826. – Nicéphore Niepce napravio prvu fotografiju
- 1846. – otkriven Neptun
- 1859. – Charles Darwin objavljuje knjigu "O postanku vrsta posredstvom prirodne selekcije"
- 1862. – Louis Pasteur prvi put koristi pasterizaciju
- 1876. – Alexander Graham Bell patentirao telefon
- 1886. – Karl Benz predstavio automobil
- 1887. – Emile Berliner patentirao gramofon
- 1895. – otkrivene rendgenske zrake
- 1895. – braća Lumière prikazala prvi film
- 1898. – Nikola Tesla koristi daljinsko upravljanje
- 1901. – Guglielmo Marconi poslao radio-signal preko Atlantskog oceana
- 1903. – Braća Wright projektiraju prvi zrakoplov
- 1905. – Albert Einstein objavljuje posebnu teoriju relativnosti
- 1916. – Opća teorija relativnosti
- 1916. – tenk ulazi u upotrebu
- 1925. – pronalazak televizije
- 1930. – otkriven Pluton
- 1941. – Konrad Zuse stvorio prvo programirano računalo
- 1945. – prva upotreba nuklearnog oružja
- 1953. – otkrivena struktura molekule DNK
- 1953. – prvi uspon na Mount Everest
- 1957. – lansiran Sputnjik 1
- 1961. – Jurij Gagarin leti u svemir letjelicom Vostok 1
- 1969. – Neil Armstrong stupa na Mjesec
- 1989. – izum interneta